# Deuterocohnia
Genre
Classification phylogénétique
Deuterocohnia est un genre de plantes à fleurs de la famille des Bromeliaceae. Ce genre contient au moins 17 espèces, originaires d'Amérique du Sud.

## Liste des espèces
- Deuterocohnia bracteosa W.Till & L.Hrom
- Deuterocohnia brevifolia (Griseb.) M.A.Spencer & L.B.Sm.
- Deuterocohnia brevispicata Rauh & L.Hrom
- Deuterocohnia chrysantha (Phil.) Mez
- Deuterocohnia digitata L.B.Sm.
- Deuterocohnia gableana R.Vásquez & P.L.Ibisch
- Deuterocohnia glandulosa E.Gross
- Deuterocohnia haumanii A.Cast.
- Deuterocohnia longipetala (Baker) Mez
- Deuterocohnia lorentziana (Mez) M.A.Spencer & L.B.Sm.
- Deuterocohnia lotteae (Rauh) M.A.Spencer & L.B.Sm.
- Deuterocohnia meziana Kuntze ex Mez
- Deuterocohnia recurvipetala E.Gross
- Deuterocohnia scapigera (Rauh & L.Hrom.) M.A.Spencer & L.B.Sm.:
- Deuterocohnia schreiteri A.Cast.
- Deuterocohnia seramisiana R.Vásquez, P.L.Ibisch & E.Gross
- Deuterocohnia strobilifera Mez:

Deuterocohnia